# Список умерших в 619 году

## Февраль
- 2 февраля — Лаврентий Кентерберийский, 2-й архиепископ Кентерберийский (604—619), святой.

## Сентябрь
- 14 сентября — Гун-ди, 3-й и последний император династии Суй (617—618).

## Дата смерти неизвестна или требует уточнения
- Абу Талиб ибн Абд аль-Мутталиб, дядя пророка Мухаммеда и его опекун, помощник и защитник, отец четвёртого праведного халифа — Али.
- Аэд Беннан, правитель Иармуму и король Мунстера из рода Лох-Лейнских Эоганахтов.
- Бертетруда, королева франков как супруга Хлотаря II.
- Иоанн Мосх, православный византийский монах и духовный писатель.
- Иоанн V Милостивый, александрийский патриарх, святой.
- Солатий, епископ Кёльна.
- Финген мак Аэдо Дуйб, король Мунстера (603—619).
- Хадиджа бинт Хувайлид, первая и до своей смерти единственная жена пророка Мухаммада.
- Шибир-хан Тюрк-шад, каган Восточно-тюркского каганата (609—619).
- Элефтерий, экзарх Равенны (616—619).